# Kindwiller
Kindwiller (deutsch Kindweiler) ist ein Straßendorf und eine französische Gemeinde im Département Bas-Rhin in der Region Grand Est (bis 2015 Elsass). Kindwiller gehört zum Kanton Reichshoffen und hat 645 Einwohner (Stand 1. Januar 2021).

## Geografie
Der Ort liegt in der Oberrheinischen Tiefebene etwa 15 Kilometer westlich von Haguenau.

## Geschichte
Erstmals urkundlich erwähnt wurde Kindwiller als Kintwilre im Jahr 1263. Zu jener Zeit gehörte die Gegend zum Besitz des Landvogt von Hagenau. Später bildete sich der hochdeutsche Name Kindweiler heraus.
Im Jahr 1561 wurde Kindweiler wieder katholisch, nachdem man 1545 infolge des Krieges protestantisch geworden war. Bis dahin verwaltete der Pfarrer von Uhrweiler die Pfarrei.
Kindweiler war auch ein Reichsdorf.

## Infrastruktur
An der Rue Principale, befinden sich die Gemeindeverwaltung sowie die Mehrheit der Häuser. Außerorts wird das Gemeindegebiet vor allem landwirtschaftlich genutzt.

## Sehenswürdigkeiten
- Die Kirche wurde nach einem deutschen Bombenangriff wieder aufgebaut. Lediglich der Chor der Kirche ist noch im Original erhalten.

## Bevölkerungsentwicklung
| 1962 | 1968 | 1975 | 1982 | 1990 | 1999 | 2006 | 2013 |
| ---- | ---- | ---- | ---- | ---- | ---- | ---- | ---- |
| 483  | 513  | 548  | 533  | 550  | 543  | 560  | 608  |